# Ammutinamento della Royal Indian Navy
L'Ammutinamento della Royal Indian Navy fu un'insurrezione di marinai, portuali, soldati, personale di polizia e civili indiani contro il governo britannico in India avvenuto tra il 18 e il 25 febbraio 1946. Dal focolaio iniziale di Mumbai, la rivolta si propagò in tutta l'India, da Karachi a Calcutta, fino a coinvolgere oltre 20.000 marinai.
L'ammutinamento fu soppresso dalle truppe britanniche e dalle navi da guerra della Royal Indian Navy. Il Congresso Nazionale Indiano e la Lega Musulmana Panindiana condannarono l'ammutinamento, mentre il Partito Comunista d'India fu l'unico a sostenere la ribellione.
| Controllo di autorità | LCCN (EN) sh89004416 · J9U (EN, HE) 987007529920005171 |